# Dacheinsturz des Bahnhofs Novi Sad

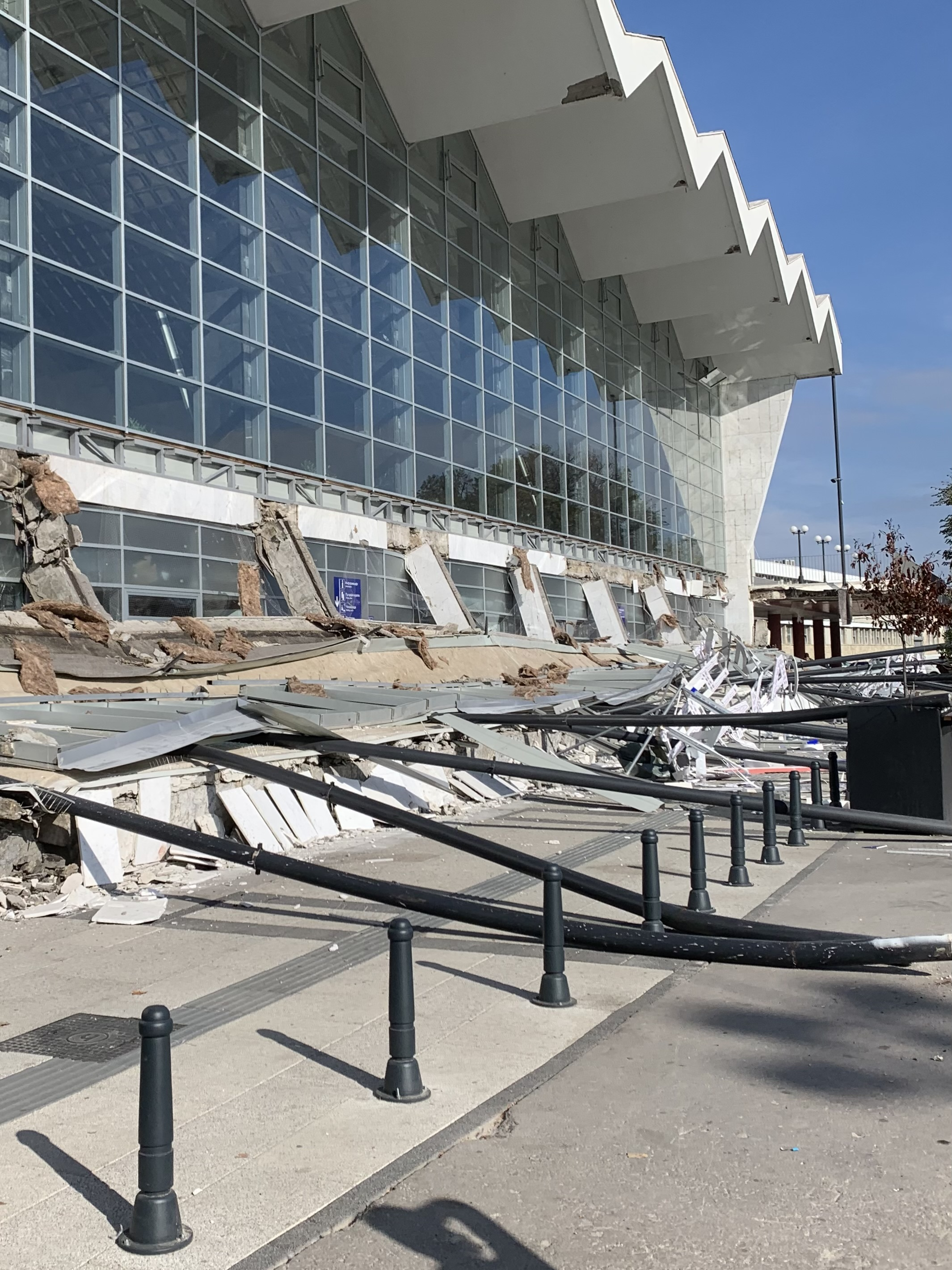
Eingestürztes Vordach am 1. November 2024

Beim Dacheinsturz des Bahnhofs Novi Sad am 1. November 2024 kamen 16 Menschen ums Leben. Das Vordach des Hauptbahnhofs in Novi Sad, der Hauptstadt der Vojvodina in Serbien, stürzte ein und fiel auf darunter gehende und sitzende Menschen.

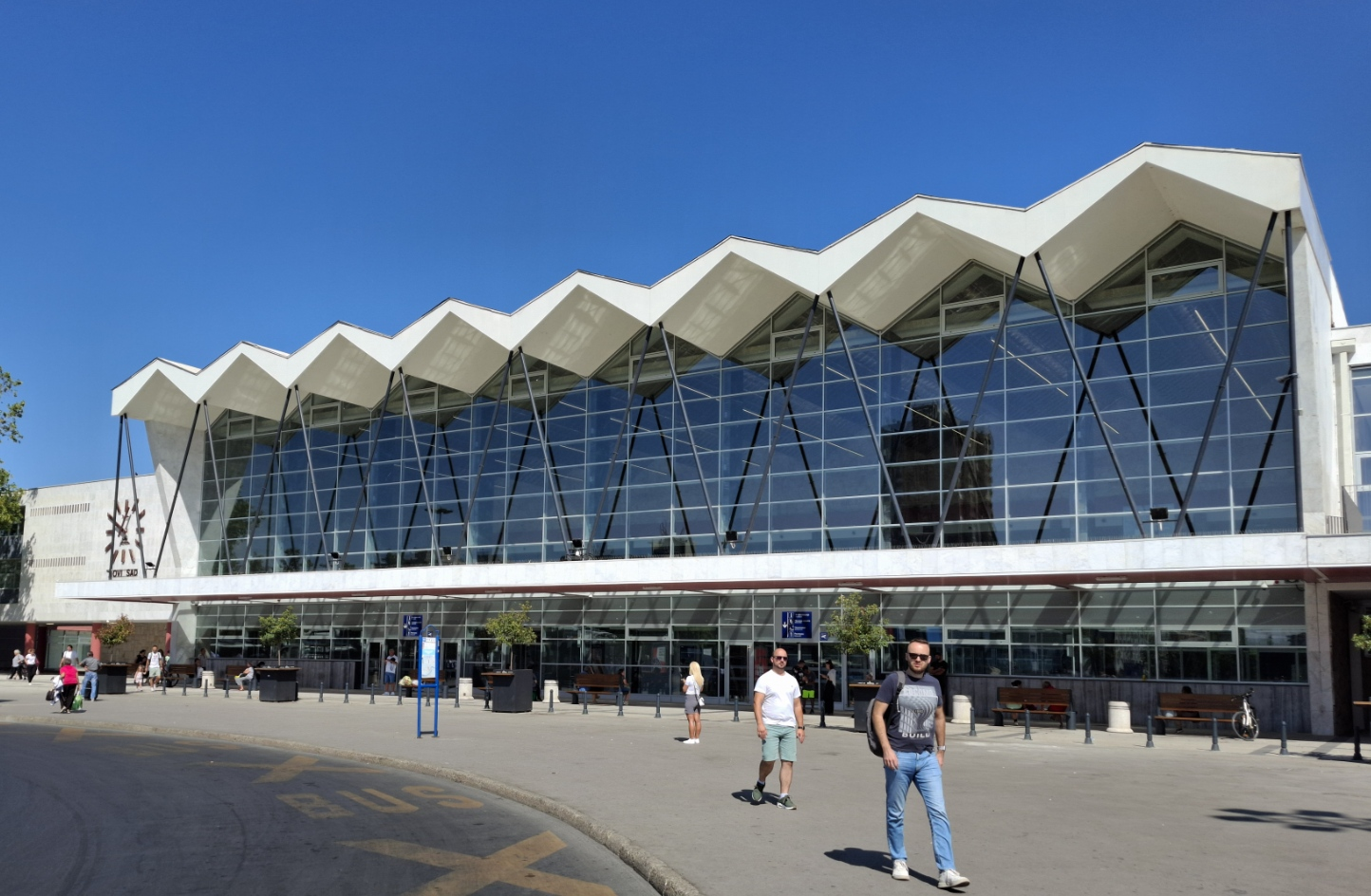
Bahnhof vor dem Einsturz

## Geschehnisse

### Umbau des Bahnhofs
Das 1964 errichtete Gebäude des Hauptbahnhofs von Novi Sad wurde im Juli 2024 nach dreijährigen Umbaumaßnahmen wieder in Betrieb genommen.

### Einsturz
Der Einsturz des tief liegenden Vordachs auf auskragenden Trägern aus Stahlbeton ereignete sich am Freitag, 1. November 2024, zu Mittag, als vor dem Wochenende viele Menschen unterwegs waren. Unter dem Dach saßen auch Menschen auf Bänken. Unter den Todesopfern war ein fünf Jahre altes Mädchen. Zu den in den Berichten aufgeführten Opfern gehörte ein Mazedonier. Insgesamt starben 16 Menschen.

### Proteste
Nach dem Unglück gingen in Serbiens Hauptstadt Belgrad tausende Menschen auf die Straßen. Die Demonstranten warfen der Regierung Korruption vor, verantwortlich für das Unglück zu sein und verlangten den Rücktritt des Bauministers Goran Vesić. Sie versprühten vor dem Regierungsgebäude rote Farbe und hielten ihre rot gefärbten Hände in die Höhe zum Zeichen dafür, dass die Regierung Blut an den Händen habe. Nach den Protesten verkündigte Goran Vesić am 4. November 2024 auf einer Pressekonferenz seinen Rücktritt.
Unter dem Motto „Korruption tötet!“ zogen am 11. November 2024 wiederum Tausende durch Belgrader Straßen.
Als Reaktion auf die Proteste kündigten im Januar 2025 der Bürgermeister von Novi Sad Milan Đurić sowie Premierminister Miloš Vučević ihren Rücktritt an.

### Reaktionen
Einen Tag nach dem Unglück wurde in ganz Serbien für Samstag, 2. November 2024 Staatstrauer ausgerufen.
Die Staatsanwaltschaft für Korruptionsbekämpfung hat sich erst Anfang 2025 in die Ermittlungen eingeschaltet. Es gibt Indizien für Korruption.